# 16190 Kabirjolly
16190 Kabirjolly este o planetă minoră (asteroid), cu un diametru de 4,306 km, din centura de asteroizi. A fost descoperită pe 8 ianuarie 2000 la Experimental Test Site⁠(d) de Lincoln Near-Earth Asteroid Research. 
Obiectul prezintă o orbită caracterizată de o semiaxă mare de 2,5933536 UAi, o excentricitate de 0,08, o înclinație de 14,1643 ° în raport cu ecliptica.